# Werksteinhersteller
Der Werksteinhersteller (früher Betonstein- und Terrazzohersteller) bzw. Betonfertigungstechniker (Österreich) ist ein staatlich anerkannter Ausbildungsberuf nach der Handwerksordnung.

## Ausbildung Deutschland
Die Ausbildung zum Werksteinhersteller dauert drei Jahre. Die Werksteinherstellerausbildungsverordnung nennt folgende berufsprofilgebenden Fertigkeiten, Kenntnisse und Fähigkeiten (§ 4 Abs. 2):
1. Anfertigen und Anwenden technischer Unterlagen,
2. Herstellen und Einsetzen von Schalungen und Formen,
3. Herstellen und Einbauen von Bewehrungen und Verstärkungen,
4. Herstellen und Prüfen von Betonen, Vorsatzbetonen und Mörtel,
5. Planen, Herstellen und Bearbeiten von Betonwerksteinen, Naturwerksteinen und Werksteinen aus künstlichen Materialien,
6. Herstellen von Abdichtungen, Dämmungen und Schallschutz,
7. Transportieren, Montieren, Verlegen, Versetzen und Verankern von Betonwerksteinen, Naturwerksteinen und Werksteinen aus künstlichen Materialien,
8. Herstellen und Montieren von Befestigungen,
9. Gestalten und Behandeln von Oberflächen von Betonwerksteinen, Naturwerksteinen und Werksteinen aus künstlichen Materialien,
10. Be- und Verarbeiten sowie Verlegen von Platten aus künstlichen Werksteinen, Betonwerksteinen, Fliesen und Naturwerksteinen,
11. Planen, Herstellen, Verlegen, Bearbeiten und Behandeln von Terrazzoböden und zementgebundenen geschliffenen Böden und
12. Instandsetzen von Betonwerksteinen, Naturwerksteinen, Werksteinen aus künstlichen Materialien und von Terrazzi.

Die duale Ausbildung erfolgt an den Lernorten Betrieb und Berufsschule.
Tätigkeiten, die im Geltungsbereich des Berufsbildungsgesetzes ausgeübt werden, übernehmen Betonfertigteilbauer.

## Ausbildung Österreich
In Österreich werden Betonfertigteiltechnik-Lehrlinge ebenfalls 3 Jahre im dualen System ausgebildet und legen am Ende die Lehrabschlussprüfung ab. Viele verwandte Lehrberufe können mit verkürzter Lehrzeit absolviert werden, wie z. B. Maurer, Schalungsbauer oder Produktionstechniker. Die Ausbildungsinhalte entsprechen großteils denen der deutschen Betonfertigteilbauer. 
Zahlreiche fachspezifische Fort- und Weiterbildungsangebote stehen zur Auswahl aber auch die Ausbildung zum Werkmeister. In Österreich gibt es die Möglichkeit zu Höherqualifizierungen an Kollegs, Fachhochschulen und Universitäten. Dafür brauchen Bewerber meistens die Berufsmatura (Berufsreifeprüfung), die sich aus der Lehrabschlussprüfung und vier weiteren Prüfungen zusammensetzt.